# 普及指導員
農業普及指導員（ふきゅうしどういん）とは農業改良助長法に基づく国家資格、及びこの資格を所持し協同農業普及事業に従事する都道府県職員のことである。分野が異なる同様の資格として、林業普及指導員、水産業普及指導員がある。

## 概要
農家に直接接し、農業技術の指導、経営相談への対応、農業に関する情報提供などを通じ、農業者の農業技術や経営を向上するための支援を専門としている。また、国や都道府県の制度の周知や遵守等（農薬の適正使用の指導等）を技術面からサポートする役割を担っている。
普及指導員資格所有者が普及指導員として活動するためには、各都道府県の農業職として採用された上で、普及指導センター等に配属される必要がある。しかし、普及指導員資格を有していなくても、普及指導員の監督下で農業等の技術についての普及指導に携わることは可能である。
普及指導員の拠点である普及指導センターは「〜普及所」「〜普及課」等、都道府県によって名称が異なる。普及指導センターは日本全国で計361箇所（支所・駐在所を除く）、普及に携わる職員は7,293名、うち普及指導員の資格を持つ職員は6,102名である。（平成31年度当初の数値）
以前は農業改良を目的とする農業改良普及員と専門技術を教える専門技術員があったが、2004年5月に改正された農業改良助長法に基づいて都道府県におかれていた普及職員が普及指導員に名前を統合されたことをきっかけに2005年からこの2つの資格を廃止し、普及指導員資格試験として都道府県がそれぞれ行っていたのを国が行うようになった。
農業改良助長法第8条第2項には、普及指導員業務内容として次のように定められている。
1. 試験研究機関、市町村、農業に関する団体、教育機関等と密接な連絡を保ち、専門の事項又は普及指導活動の技術及び方法について調査研究を行うこと。
2. 巡回指導、相談、農場展示、講習会の開催その他の手段により、直接農業者に接して、農業生産方式の合理化その他農業経営の改善又は農村生活の改善に関する科学的技術及び知識の普及指導を行うこと。

## 任用資格
1. 普及指導員資格試験の合格者
2. 過去15年のうち12年以上、試験研究、教育等に従事している者
3. 次の1及び2のいずれにも該当する者
  1. 管理栄養士、公認会計士、弁護士、税理士、社会保険労務士、技術士、弁理士又は中小企業診断士の有資格者
  2. これらの業務に従事した期間が通算して2年以上ある者

3について、平成27年12月18日からは、6次産業化等を進める農業者からの幅広いニーズに対応できるように、農産物の加工や販売などの2次・3次産業と関連のある事業・制度に見識を有する多様な人材を、即戦力として普及指導員に任用できるように制度が見直されている。

## 受験資格
普及指導員資格試験を受験するためには、一定年数以上の実務経験が必要となる。
実務経験とは以下に該当する職務に従事した経験のことである。
1. 国、地方公共団体又は法人の試験研究機関における農業又は家政に関する試験研究
2. 高等学校又はこれと同等以上の教育機関における農業又は家政に関する教育
3. 国、地方公共団体又は法人における農業又は家政に関する技術についての普及指導

実務経験について、最終学歴が大学院修士課程修了の場合は2年、大学等卒業の場合は4年、短期大学等卒業の場合は6年、高等学校卒業の場合は10年が必要。
ただし、大学院修士課程修了の場合を除き、 普及指導員（都道府県において普及指導員として任用されている者）の監督下で農業又は家政に関する技術についての普及指導に2年以上従事した場合は、必要な実務経験年数が2年短縮される。
改良普及員資格試験合格者は、学歴にかかわらず2年以上の実務経験が必要になる。
専門技術員資格試験合格者は、普及指導員資格試験に合格した者とみなされるため、改めて受験する必要はない。

## 試験
試験は農林水産省が主催し、札幌市、仙台市、さいたま市、金沢市、名古屋市、京都市、岡山市、熊本市及び那覇市のうち、基本的には自分の所属する都道府県と同じ地域区分にある試験地で受験することとなる。
試験科目には書類審査、筆記試験と口述試験がある。

### 書類審査
農業改良助長法施行規則第7条の規定により提出された業務報告書に記載された農業又は家政に関する実務経験について普及活動に必要な技能習得の合否判定を行う。

### 筆記試験

#### 審査課題ア（必須項目）
- 農業等に関する基礎的な知識の有無を判定する。
  - 農業概論（食料・農業・農村をめぐる情勢、食料・農業・農村に関する政策、農業技術・経営及び農村生活に関する知識、情報技術に関する知識）

#### 審査課題イ（選択項目）
- 農業等に関する専門技術の知識やその応用能力の有無を判定する。以下のうち受験者が1項目を選択して受験する。
  - 作物
  - 園芸
  - 畜産
  - 土壌及び肥料
  - 植物保護
  - 労働・機械及び農作業
  - 地域計画及び環境
  - 流通及び加工
  - 経営管理

#### 審査課題ウ（論述）
- 農業の現場における課題を解決するのに必要な地域の現状の把握、普及指導計画の策定及び現場の指導等に関する企画立案の能力、並びに普及指導活動手法に関する知識の有無を判定する。

### 口述試験
筆記試験の合格者が対象。
面接により農業現場における課題解決に必要な意欲、常識、態度、意思疎通の能力等を有するか否かを判定する。